# Маргарета фон Бранденбург (1270 – 1315)
Вижте пояснителната страница за други личности с името Маргарета фон Бранденбург.
Маргарета фон Бранденбург (на немски: Margareta von Brandenburg; на полски: Małgorzata brandenburska; * ок. 1270, † 1315) от род Аскани, е принцеса от Бранденбург и чрез женитби херцогиня (1293 – 1296) и кралица на Полша (1295 – 1296), и херцогиня на Саксония-Лауенбург (1302 – 1308).

## Живот
Тя е втората дъщеря на маркграф Албрехт III от Бранденбург (1250 – 1300) и съпругата му Матилда Датска († ок. 1300), дъщеря на крал Христоф I от Дания.
Маргарета се омъжва през 1291 г. за Пшемисъл II (1257 – 1296) от род Пясти. Тя е третата му съпруга. Маргарета и Пшемисъл II са короновани на 26 юни 1295 г. за крал и кралица на Полша. Това е първата коронизация на полски крал и кралица от 219 години. Пшемисъл II е отвлечен и убит на 8 февруари 1296 г. Бракът е бездетен. Маргарета се връща в Бранденбург.
Маргарета се омъжва през 1302 г. за Албрехт III (1281 – 1308) от род Аскани, херцог Саксония-Лауенбург. Албрехт III управлява от 1303 до смъртта си през 1308 г. в Саксония-Ратцебург.
Маргарета е погребана в катедралата на Ратцебург.

## Деца
Маргарета и Албрехт III имат децата:
- Албрехт (*?–1344), женен за София от Цигенхайн
- Ерих (?–1338)